# Licence ouverte (État français)
La Licence ouverte / Open Licence (ou « LO »), aussi appelée Licence Ouverte Etalab, est une licence libre française créée par la mission Etalab afin d'encadrer l'ouverture des données de l'État français. Cette licence a été présentée le 18 octobre 2011. Elle garantit au « réutilisateur » le droit non exclusif, personnel et gratuit d'utiliser les informations sans limites géographiques ni temporelles.  
Une nouvelle version (2.0) de la licence, maintenant la compatibilité avec les licences « modèles » et avec la version initiale, est publiée par Etalab à la suite de la parution du décret no 2017-638 du 27 avril 2017 au Journal Officiel. Cette version est répertoriée par le projet SPDX sous l'identifiant Etalab-2.0.

## Compatibilité avec d'autres licences
Cette licence a été voulue comme une licence compatible avec les licences Open Government Licence (OGL) du Royaume-Uni, Open Data Commons Attribution (ODC-BY) de l'Open Knowledge Foundation et Creative Commons Attribution 2.0 (CC-BY 2.0) de Creative Commons. 
La licence ouverte n'est pas une licence copyleft puisqu'elle n'impose pas d'utiliser une licence identique sur les travaux dérivés des données couvertes.

## Utilisations
La licence ouverte est utilisée pour publier des données mais aussi des textes et des œuvres originales numérisées. Toute utilisation est autorisée à condition de respecter certaines conditions prévues par la licence. Ces utilisations peuvent prendre différentes formes : consultation, copie, enrichissement, modification... Les diffuser ou les exploiter à des fins commerciales est également possible. Quant aux conditions, elles sont de trois sortes : assurer la mention claire et actualisée de la paternité de la source (nom du producteur ou url), ne pas engager la responsabilité du producteur si des inexactitudes sont présentes, garantir que les informations ne fassent pas l'objet de droits de propriété intellectuelle.  
Par exemple, la Bibliothèque municipale de Lyon diffuse sur son portail Numelyo les œuvres numérisées dans le domaine public sous licence ouverte. C'est aussi le cas avec le portail Numistral de la  bibliothèque numérique de la Bibliothèque nationale universitaire de Strasbourg, de la Bibliothèque interuniversitaire de santé, de La contemporaine, de la Bibliothèque numérique patrimoniale du réseau documentaire des universités de Bordeaux, des bibliothèques de Thionville, Nancy, Metz et Épinal  sur le portail Limedia galeries du Sillon lorrain, des bibliothèques et musées de Clermont Auvergne Métropole sur le portail Overnia,. 
Un décret de 2017 fait de cette licence LO 2.0 une licence utilisable par n'importe quelle administration pour la publication de données publiques (aux côtés de l'ODbL qui a été conçue pour les bases de données) et permet ainsi son utilisation par l’ensemble des administrations.
Depuis le 1er janvier 2021 l'Institut national de l'information géographique et forestière met à disposition toutes ses données publiques (modélisation 3D du territoire, images aériennes haute résolution, Plan IGN notamment) selon les termes de la Licence ouverte.
Le 17 juin 2021, le Centre national d'études spatiales libère sous cette licence plus de 19 millions d'images satellites du monde entier prises par les satellites SPOT 1 à 5 entre 1986 et 2015.